# 심원면
심원면(心元面)은 대한민국 전북특별자치도 고창군의 면이다.

## 개요
심원면은 심원은 서해안 20km의 긴 해안선을 따라 광활하게 펼쳐진 청정한 갯벌뿐만 아니라 고창 복분자의 원산지이며, 전국최고의 맛을 자랑하는 풍천장어, 바지락의 주산지로 널리 알려져 있는 고장이다. 이러한 자연환경과 경쟁력있는 특화품목을 바탕으로 하전 갯벌체험마을 및 정보화마을조성에 이어 만돌 어촌체험관광마을, 복분자빌리지 조성, 골프장 건설사업 등 새로운 시대의 희망과 비전을 갖춘 지역으로 큰 주목을 받고 있다.

## 행정 구역

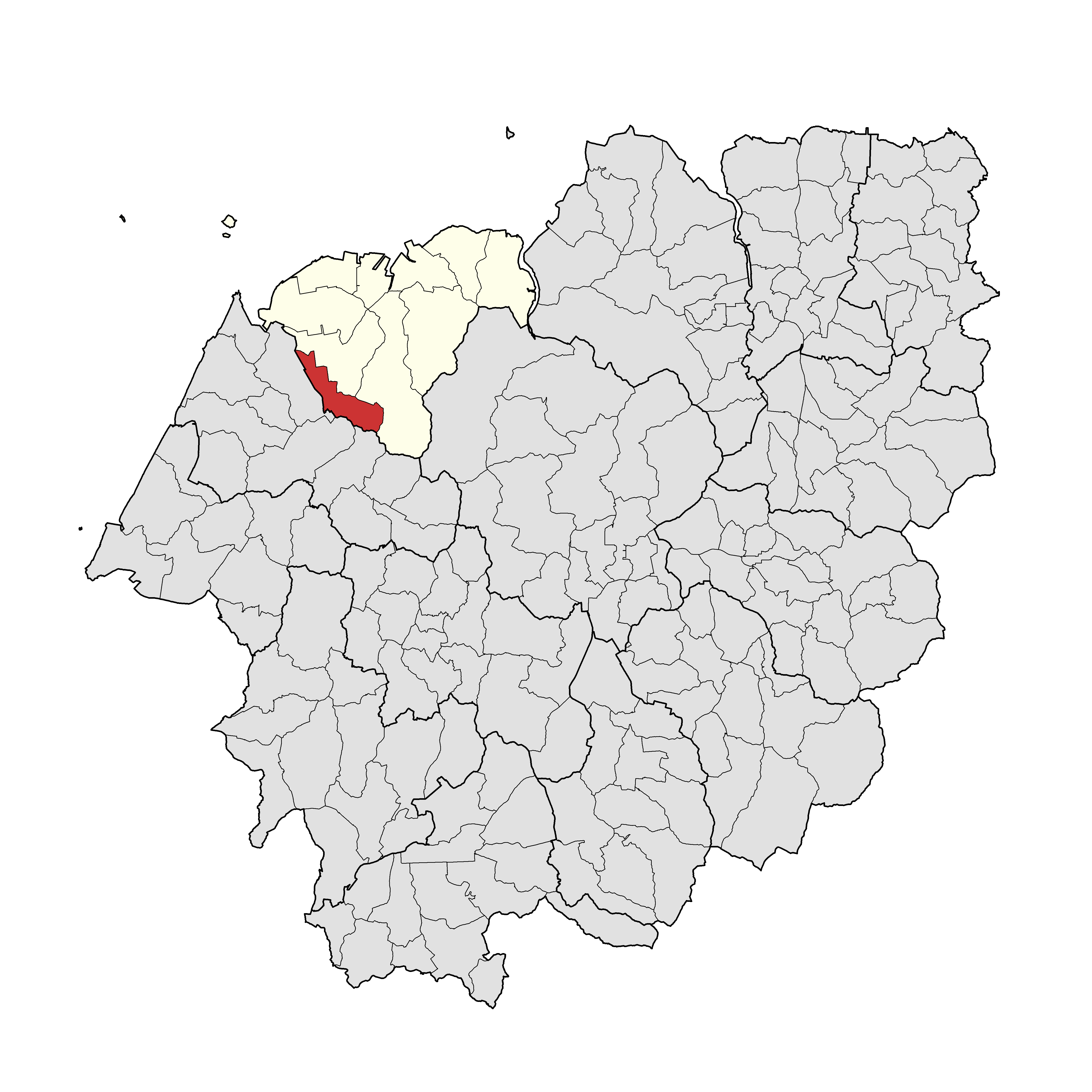
궁산리
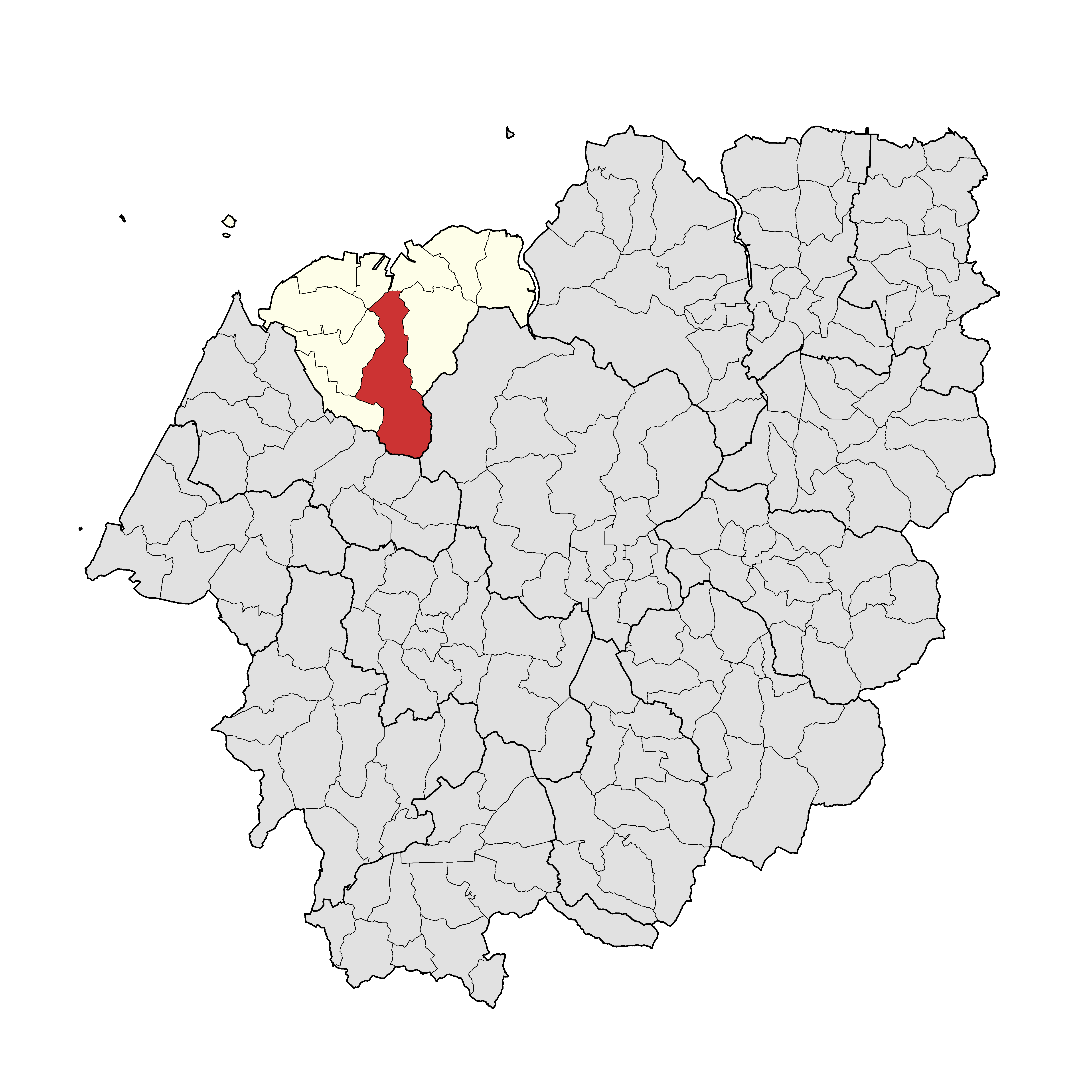
도천리
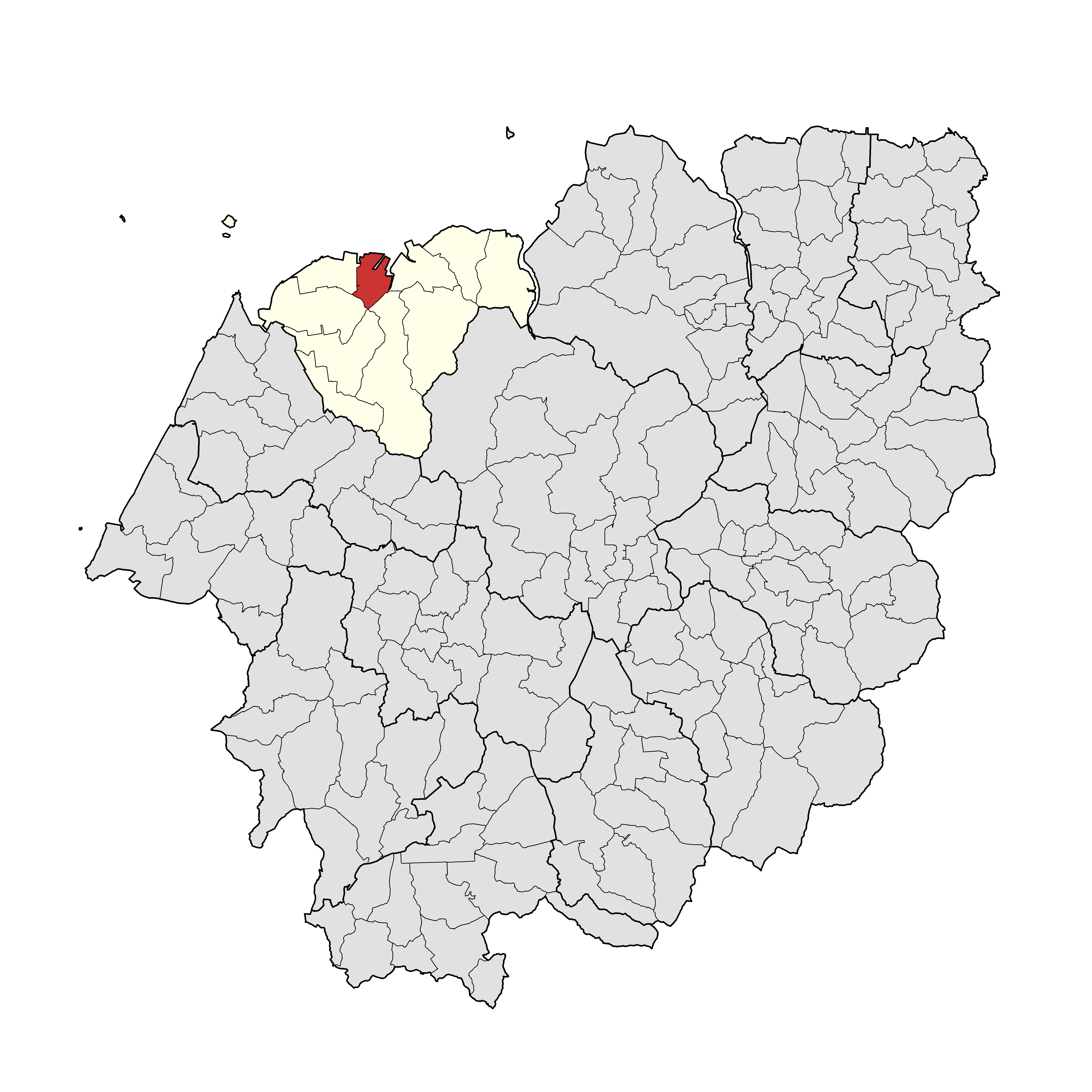
두어리
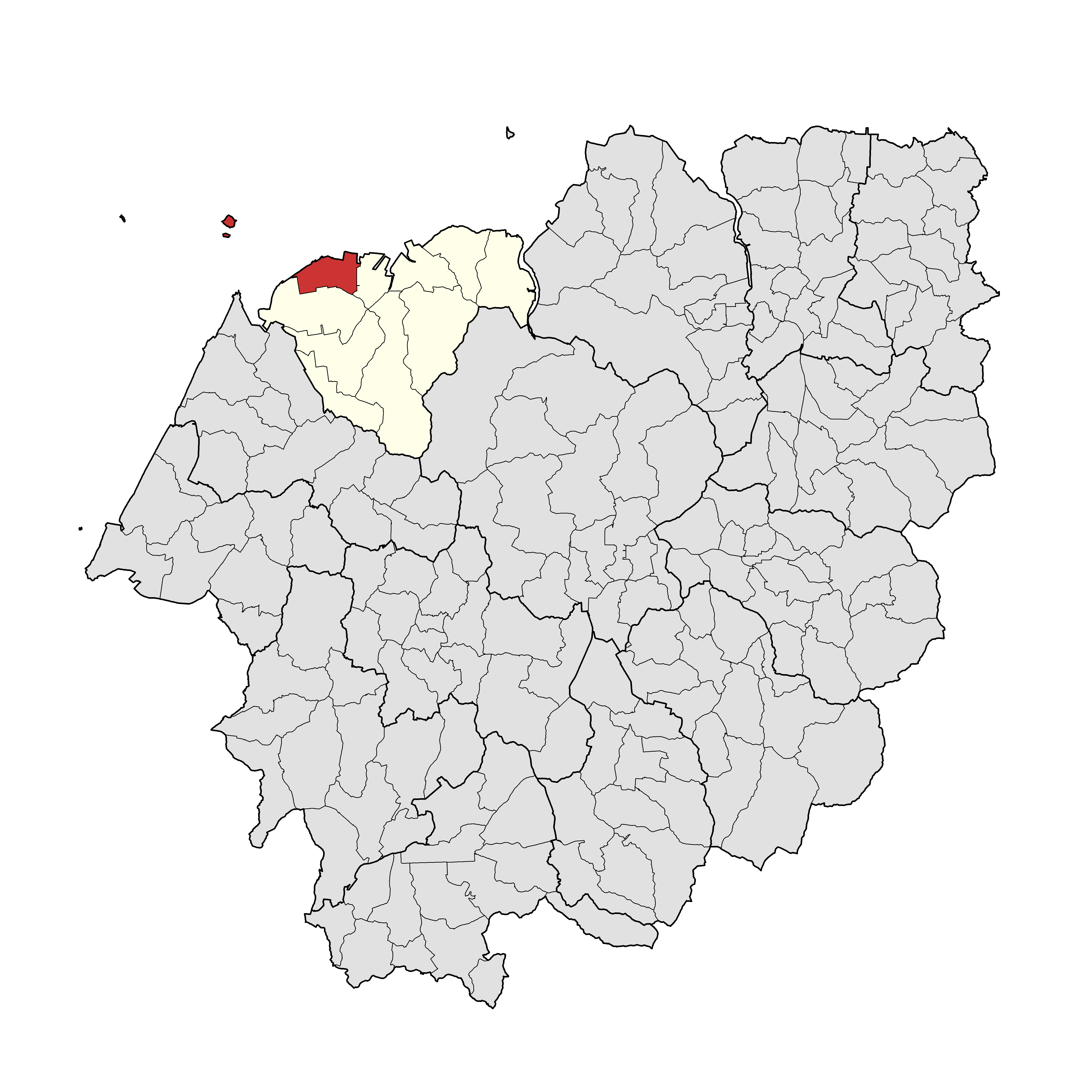
만돌리
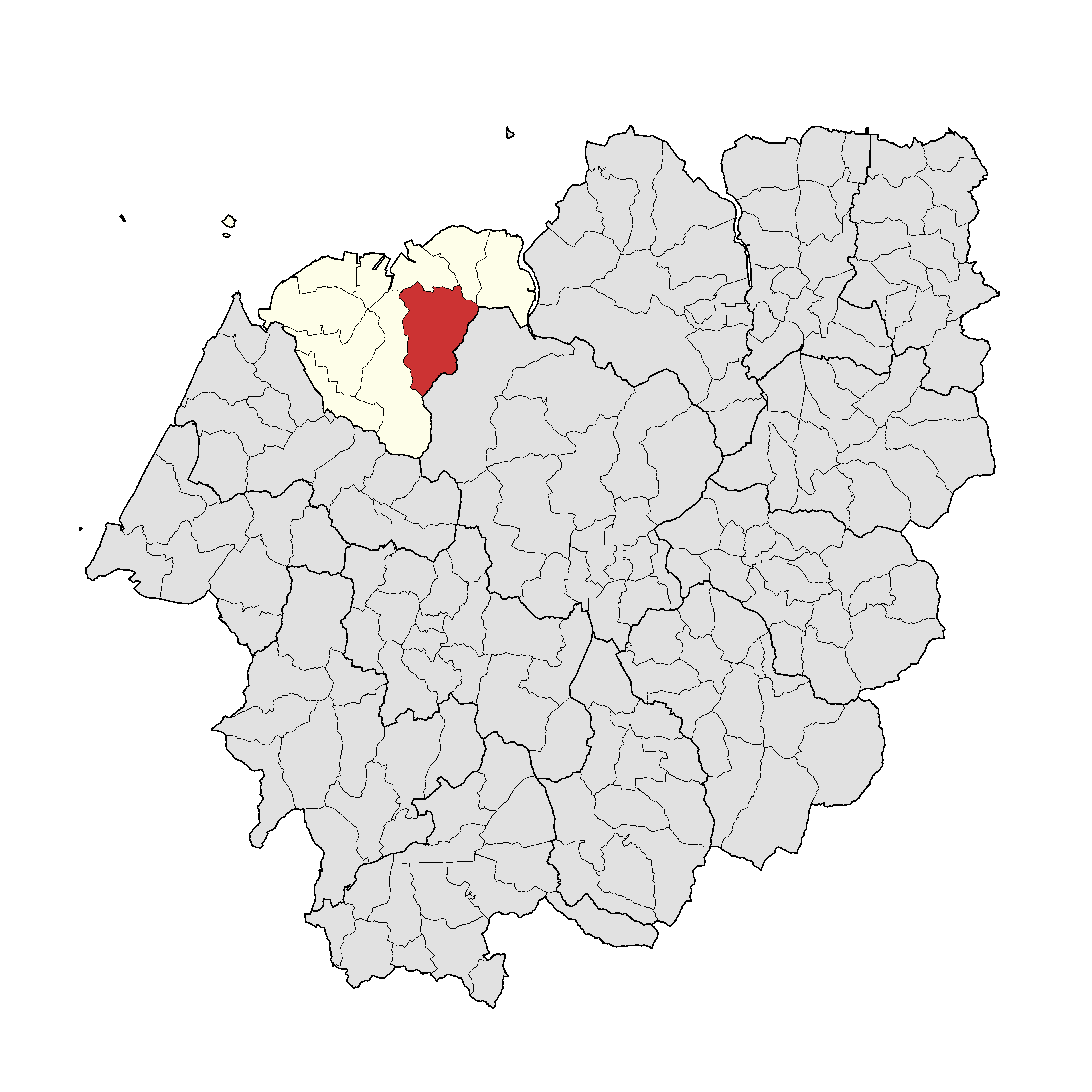
연화리
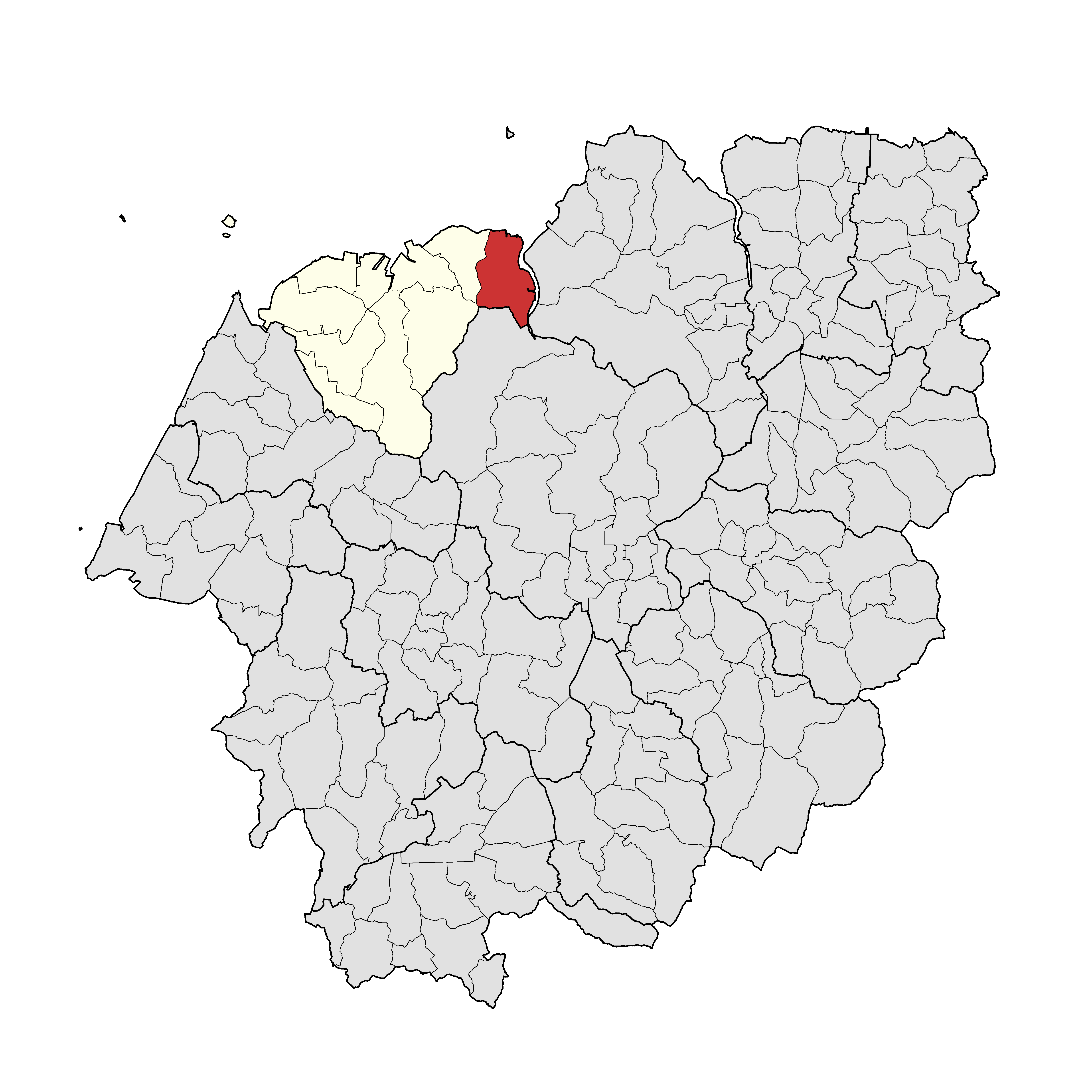
용기리
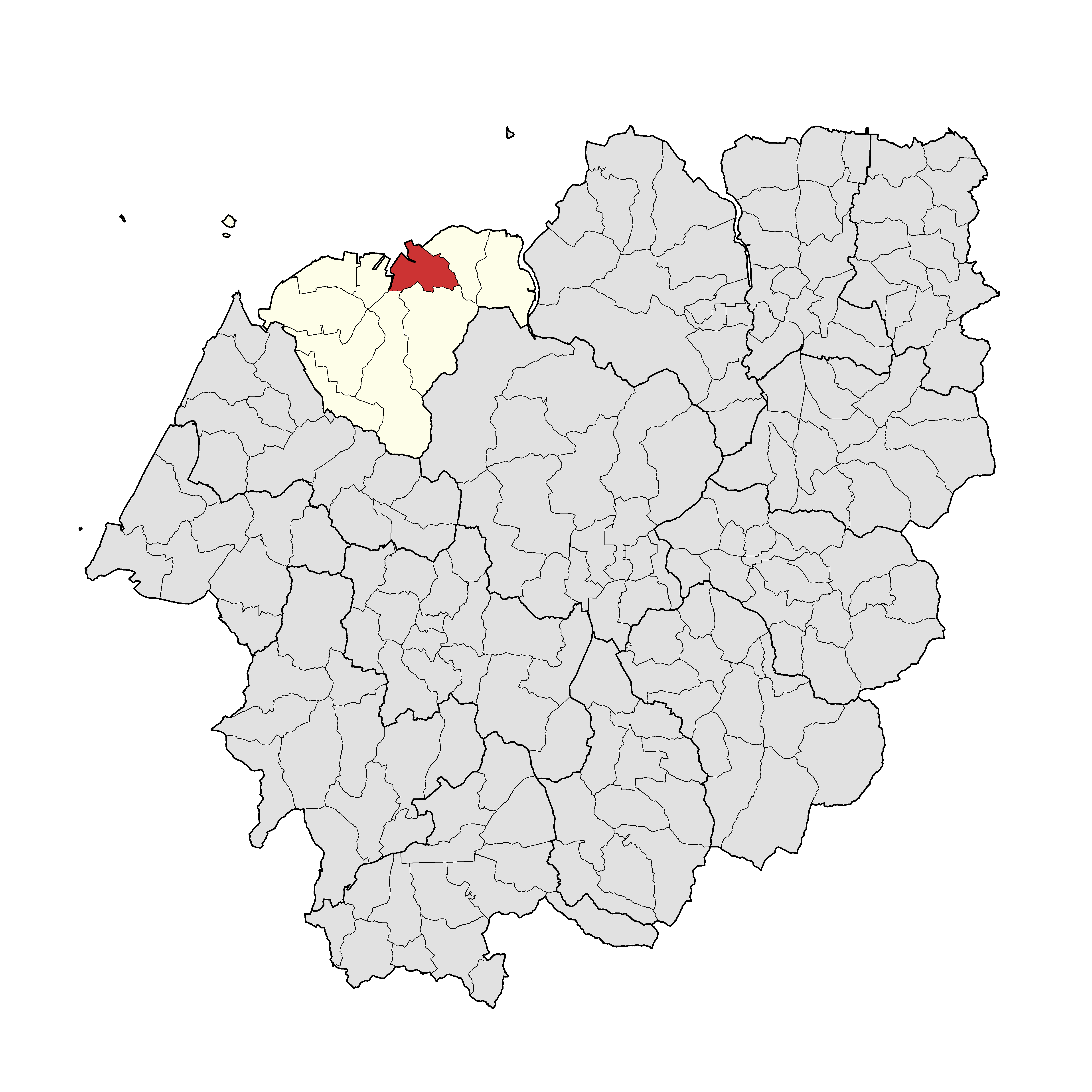
월산리
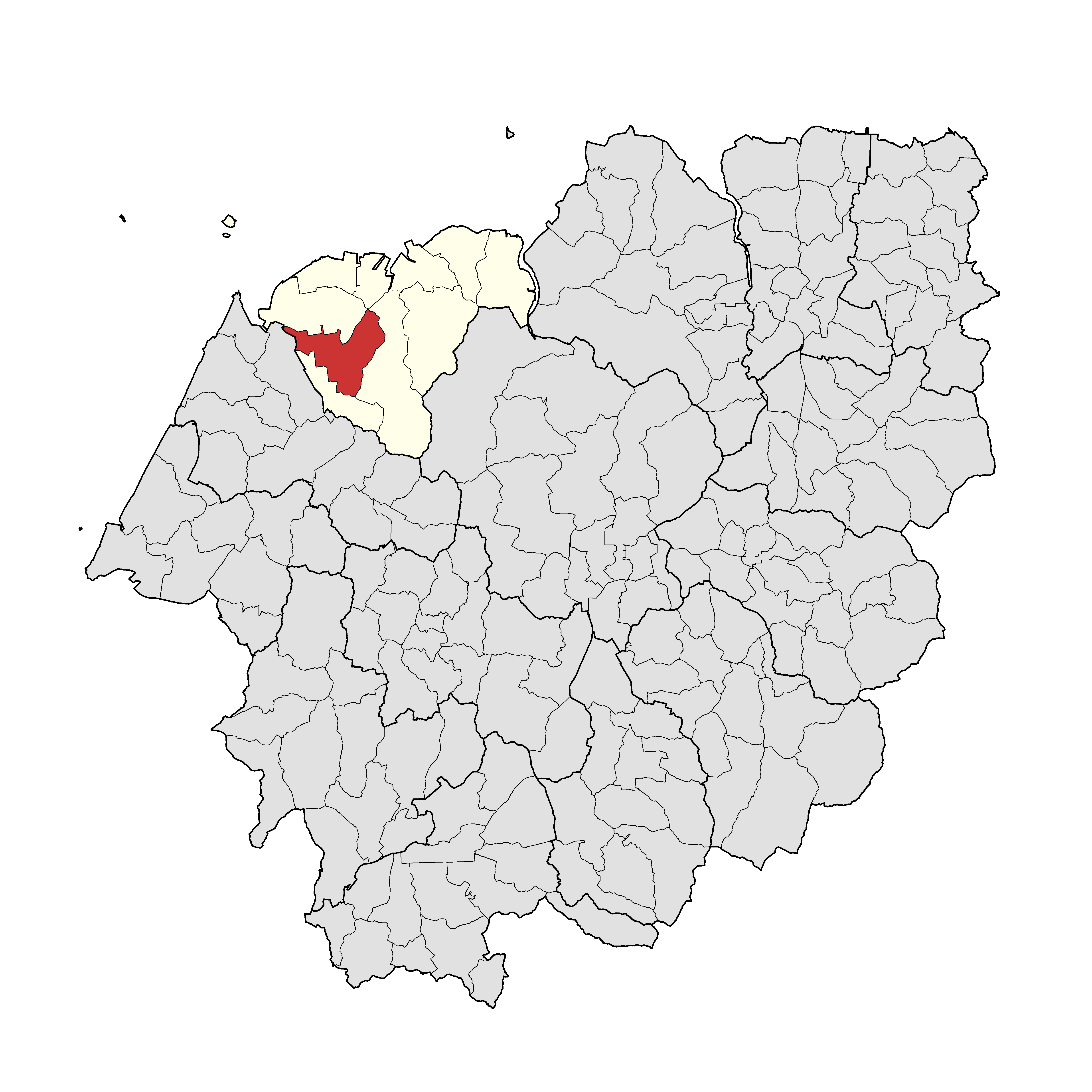
주산리
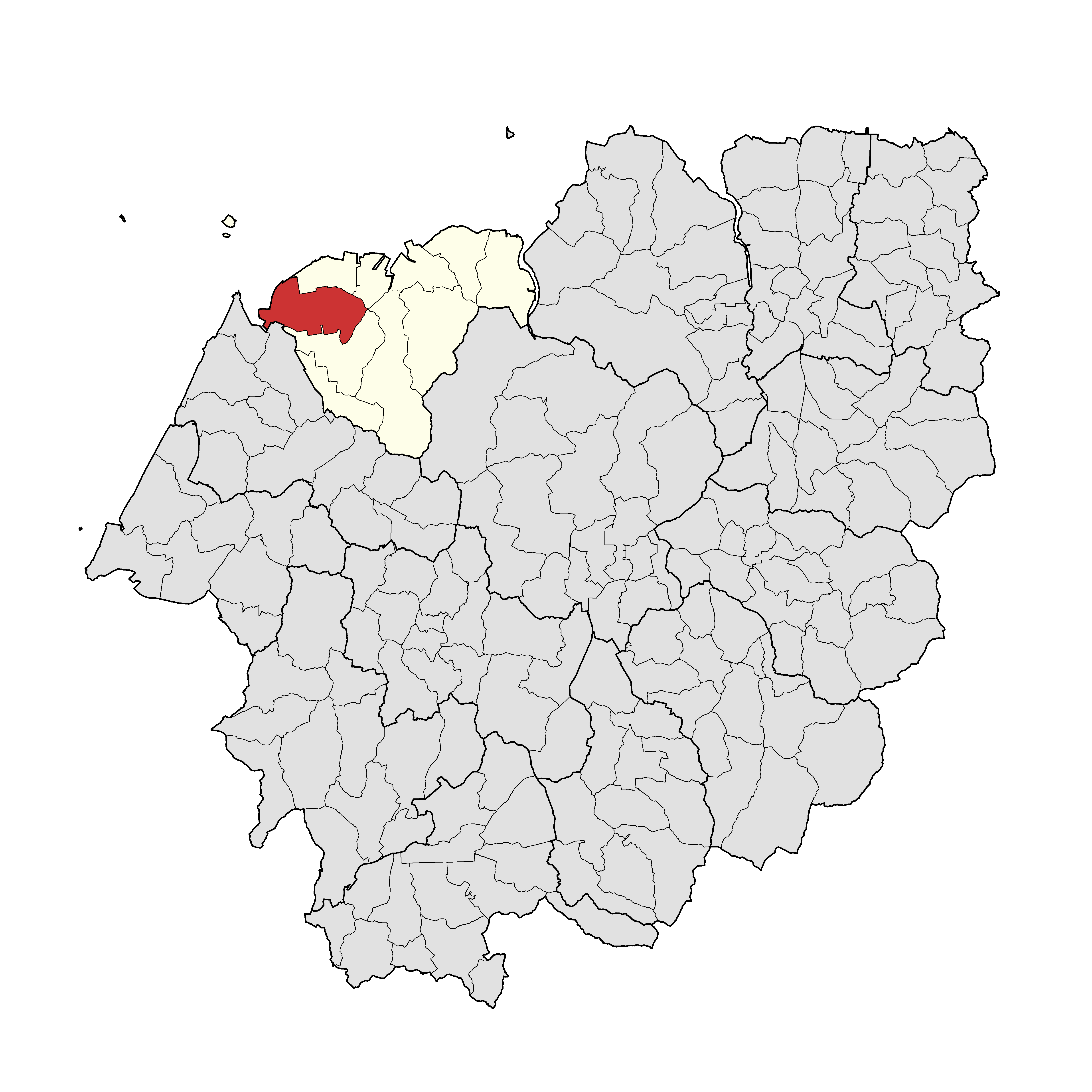
고전리
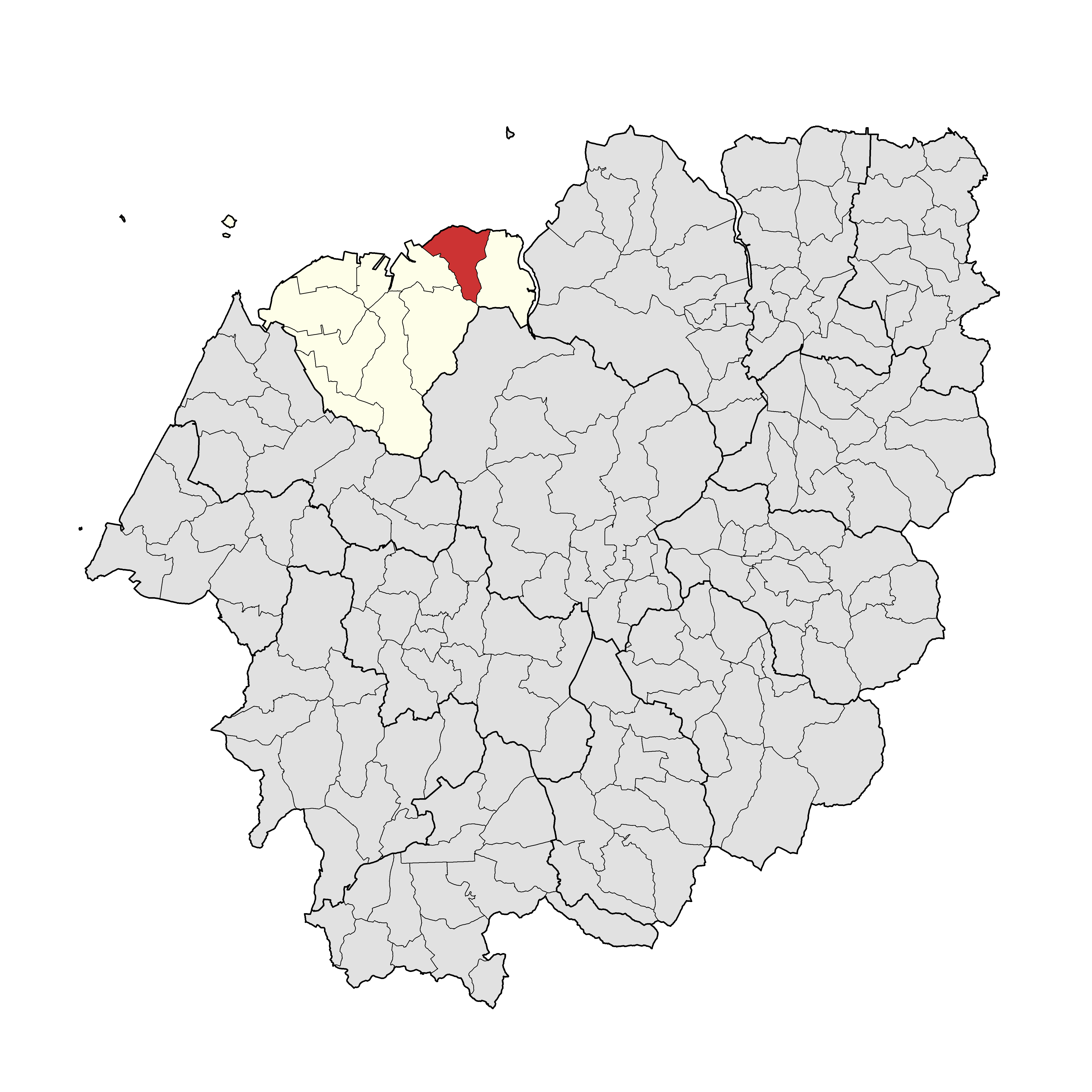
하전리

## 교육
- 심원초등학교 (월산리)
- 심원중학교 (연화리)